# 하쓰모데

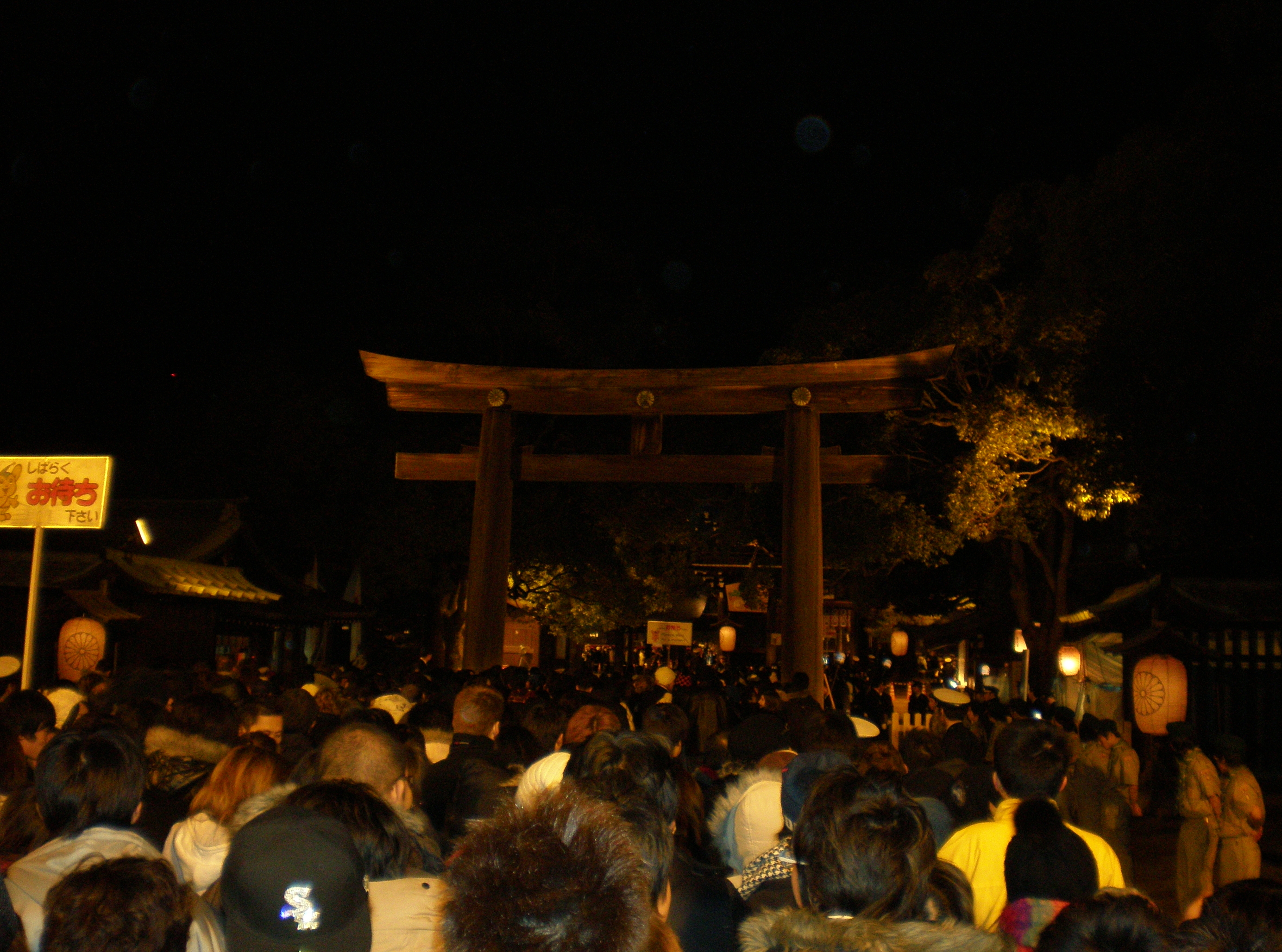
메이지 신궁에서 하쓰모데하는 사람들

하츠모데(일본어: 初詣, はつもうで)는 일본에서 새해에 처음 신사나 사원 등에 가서 참배하는 것을 말한다. 일년의 감사를 드리거나 새해의 무사와 평안을 기원한다.

## 같이 보기
- 오미소카
- 연말연시
- 메종일각